# Youpwé
Youpwé est un quartier et le port de pêche de la commune d'arrondissement de Douala II, subdivision de la Communauté urbaine de Douala.

## Géographie
Le quartier est situé sur les rives de la crique du docteur ouvrant sur l'estuaire du fleuve Wouri au sud de l'ancien aéroport et du quartier de Bonadouma.

## Population
La population du quartier recensée en 2005, atteint 9 761 habitants.

## Cultes
La paroisse catholique de Saint-Ignace-d'Antioche de Youpwé relève de la doyenné Wouri I de l'Archidiocèse de Douala.
- Presbyterian Church de Youpwé
- Mosquée de Youpwé

## Économie
Le port de pêche artisanal de Youpwé est le principal centre d'approvisionnement de la ville de Douala et sa région en une diversité de poissons frais, soles, brochets, carpes, silures, capitaines. Le marché aux poissons constitue un centre d'activités et de commerce,. Le marché est un point de départ du poisson fumé vers les autres marchés du Cameroun. Le quartier s'est fortement développé depuis 2018 lorsque la route principale a été pavée, remplaçant la piste de terre (et ses ornières avec les fortes pluies).

## Sports
Le quartier abrite le centre équestre de l'Association équestre de Douala. Le port de plaisance du Yachting club de Douala compte une cinquantaine de bateaux et un club de pêche sportive.